# Kisbodak
Kisbodak é um município da Hungria, situado no condado de Győr-Moson-Sopron. Tem 9,1 km² de área e sua população em 2015 foi estimada em 359 habitantes.